# Agdangan
Agdangan ist eine philippinische Stadtgemeinde in der Provinz Quezon, in der Verwaltungsregion IV, Calabarzon. Sie hat 12.851 Einwohner (Zensus 1. August 2015), die in 12 Barangays lebten. Sie wird als Gemeinde der fünften Einkommensklasse auf den Philippinen eingestuft. 
Agdangan liegt im Nordosten der Bucht von Tayabas, an deren Küste liegen kleinere Mangrovenwälder. Ihre Nachbargemeinden sind Atimonan im Norden, Unisan im Südosten, Padre Burgos im Nordwesten. Die Topographie der Stadt ist gekennzeichnet durch Flachländer, sanfthügelige und gebirgige Landschaften.
Agdangan wird über den Maharlika Highway und durch die Eisenbahn mit der Bicol-Region und der Hauptstadtregion Metro Manila verbunden. Die tägliche Eisenbahnverbindung wird von der Philippine National Railways betrieben. 

## Baranggays
- Binagbag
- Dayap
- Ibabang Kinagunan
- Ilayang Kinagunan
- Kanlurang Calutan
- Kanlurang Maligaya
- Salvacion
- Silangang Calutan
- Silangang Maligaya
- Sildora
- Poblacion I
- Poblacion II